# Aeroportul Zabrat
Aeroportul Zabrat (IATA: ZXT, ICAO: UBTT) este un aeroport din Azerbaidjan ce deservește zona Baku.
Situat la o altitudine de 28 m, aeroportul dispune de o singură pistă.